# がん薬物療法専門医
がん薬物療法専門医（日本臨床腫瘍学会認定専門医）は、日本臨床腫瘍学会が認定する学会認定専門医制度の一つである。がんや肉腫、血液腫瘍などの悪性腫瘍に対する薬物療法（化学療法、抗癌剤治療）において高度な知識や技量、経験を持つ医師に与えられる資格のこと。認定には一定の研修期間や科学業績が必要であるほか、薬物療法はもちろん外科治療、放射線治療などのがん治療や、疫学や公衆衛生、緩和医療（疼痛緩和やサイコオンコロジー）の知識も求められる。悪性腫瘍の化学療法を専門とする腫瘍内科や臨床腫瘍科のほかに、臓器別のがん診療を専門とする消化器内科、呼吸器内科、血液内科および乳腺外科の医師が多い。
同じがん治療に携わる認定制度であるがん治療認定医に比べて研修要件が厳しいほか、経験症例の詳細な治療経過を示した書類等による書類審査、および面接・口頭試問を通過する必要が有るため、1万人を超えるがん治療認定医に比べて数が非常に少ない。2014年度の認定試験の合格者85人を加えてようやく全国で1,000人を超えた。がん薬物療法専門医は5年毎に必要な研修を受け、また更新試験に合格する必要がある。また2013年まではがん薬物療法専門医が1人もいない県があった（滋賀県）が、現在では全ての都道府県に少なくとも1人のがん薬物療法専門医が在籍している。なお、現在でも東京や大阪などの大都市部に集中していることや、がんセンターや大学病院などの中核病院に集まる傾向があるため市中病院に所属するがん薬物療法専門医が少ないなど、その偏在が問題視されている。